# A.J.グリフィン
アーサー・ジョセフ・グリフィン（Arthur Joseph Griffin, 1988年1月28日 - ）は、アメリカ合衆国カリフォルニア州エルカホン出身のプロ野球選手（投手）。右投右打。現在は、フリーエージェント。
愛称はスウィート・レタス。

## 経歴

### プロ入り前
2009年のMLBドラフトでフィラデルフィア・フィリーズから34巡目（全体1037位）で指名されるも低評価からサンディエゴ大学に残った。

### プロ入りとアスレチックス時代
2010年のMLBドラフトでオークランド・アスレチックスから13巡目（全体395位）で指名されプロ入り。
マイナーで好成績を残していたため、肩の痛みから登板回避したエースのブランドン・マッカーシーの代役を果たすためメジャー初昇格する。
2012年6月24日のサンフランシスコ・ジャイアンツ戦で初先発、6回を投げ2失点被安打3三振4四球1と初先発で結果を残した。シーズン終了までに15回の先発で7勝を挙げ、アスレチックスの逆転地区優勝に貢献した。
2013年はシーズン通じて先発ローテーションに定着し、32試合に登板した。ア・リーグワーストの36本塁打を被弾したが、14勝10敗・防御率3.83・171奪三振という好成績をマークした。
2014年はトミー・ジョン手術を受け、全休した。
2015年、手術から復帰出来ず、2年連続でメジャーでの登板機会はなかった。マイナーではA+級ストックトン・ポーツとAAA級ナッシュビル・サウンズで計4試合に先発登板し、防御率3.77・14.1イニングで15奪三振という成績を残した。11月20日にDFAとなり、25日にFAとなった。

### レンジャーズ時代
2015年12月21日にテキサス・レンジャーズとマイナー契約を結び、2016年のスプリング・トレーニングに招待選手として参加することになったことが発表された。
2016年は開幕を傘下のAAA級ラウンドロック・エクスプレスで迎えたが、登板することなく4月8日にメジャー契約を結んだことが発表された。同日のロサンゼルス・エンゼルス戦に先発し、3年ぶりのメジャー登板を6回3失点に抑えて勝利投手となった。5月15日に起きたブルージェイズ戦での乱闘に関わったとして、17日にMLBから罰金処分が科せられたことが発表された。この年は先発ローテーションの一角に入り、23試合に先発登板した。防御率5.07・僅か119.0回で28被本塁打と打ち込まれた感があったが、7勝を挙げて一定の貢献度を示した。12月1日にノンテンダーFAとなった。

## 投球スタイル
2013年時点では5球種を持ち球とし、88-92マイルのフォーシーム、68-70マイルのカーブ、右打者に多用する82-86マイルのスライダー、左打者に多用する78-82マイルのチェンジアップのほか、ごく稀にカットボールも投げる。

## 詳細情報

### 年度別投手成績
| 年 度     | 球 団     | 登 板 | 先 発 | 完 投 | 完 封 | 無 四 球 | 勝 利 | 敗 戦 | セ 丨 ブ | ホ 丨 ル ド | 勝 率 | 打 者 | 投 球 回 | 被 安 打 | 被 本 塁 打 | 与 四 球 | 敬 遠 | 与 死 球 | 奪 三 振 | 暴 投 | ボ 丨 ク | 失 点 | 自 責 点 | 防 御 率 | W H I P |
| --------- | --------- | ----- | ----- | ----- | ----- | -------- | ----- | ----- | -------- | ----------- | ----- | ----- | -------- | -------- | ----------- | -------- | ----- | -------- | -------- | ----- | -------- | ----- | -------- | -------- | ------- |
| 2012      | OAK       | 15    | 15    | 0     | 0     | 0        | 7     | 1     | 0        | 0           | .875  | 336   | 82.1     | 74       | 10          | 19       | 0     | 1        | 64       | 0     | 0        | 29    | 28       | 3.06     | 1.13    |
| 2013      | OAK       | 32    | 32    | 1     | 1     | 0        | 14    | 10    | 0        | 0           | .583  | 823   | 200.0    | 171      | 36          | 54       | 2     | 4        | 171      | 7     | 0        | 91    | 85       | 3.83     | 1.13    |
| 2016      | TEX       | 23    | 23    | 0     | 0     | 0        | 7     | 4     | 0        | 0           | .636  | 509   | 119.0    | 116      | 28          | 46       | 1     | 7        | 107      | 0     | 1        | 68    | 67       | 5.07     | 1.36    |
| 通算：3年 | 通算：3年 | 70    | 70    | 1     | 1     | 0        | 28    | 15    | 0        | 0           | .651  | 1668  | 401.1    | 361      | 74          | 119      | 3     | 12       | 342      | 7     | 1        | 188   | 180      | 4.04     | 1.20    |

- 2016年度シーズン終了時
- 各年度の太字はリーグ最高

### 背番号
- 64 (2012年 - 2013年、2016年 - 2017年)